# Ramon Llull

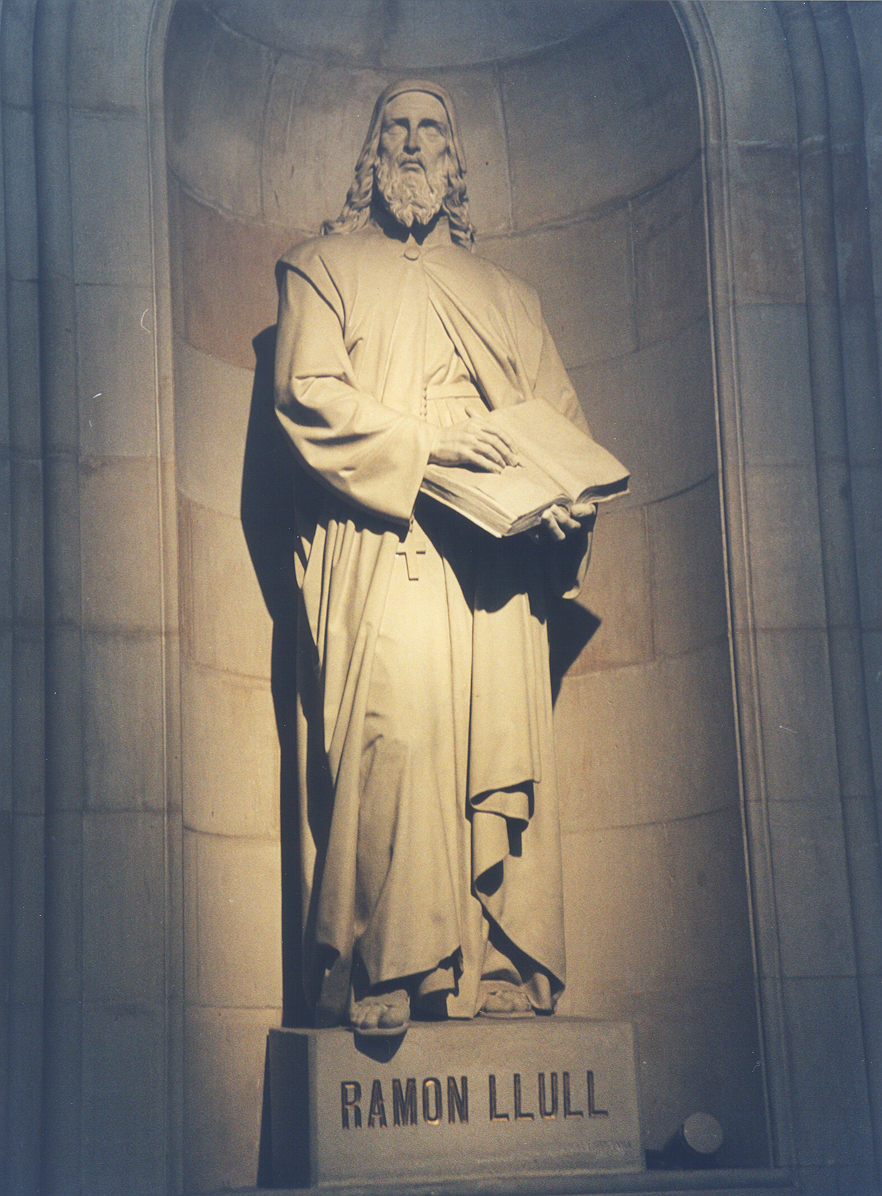
Raimundus Lullus (Barcelona, 19. stol.)

Ramon Llull, také Raimundus Lullus nebo Raimondo Lullo (1232? Palma de Mallorca – 1315) byl katalánský spisovatel, filosof, misionář, logik, cestovatel a rytíř. Napsal více než 250 prací v latině, katalánštině a arabštině a vypracoval logický postup, který měl muslimy a židy přesvědčit o pravdivosti křesťanství.

## Život
Narodil se v bohaté rodině v Palmě na ostrově Mallorka a dostal velmi dobré vzdělání, takže se stal učitelem budoucího aragonského krále Jakuba II. Hovořil latinsky, arabsky, okcitánsky a katalánsky. Roku 1257 se oženil s Blancou Picany, s níž měl dvě dcery, jako kancléř (senešal) krále Jakuba II. Malorského však žil i nadále životem rytíře a trubadúra. Roku 1265 však měl zjevení Ježíše Krista na kříži, které zcela proměnilo jeho život. Vstoupil jako terciář do řádu františkánů a začal se zabývat misií mezi muslimy. Na Mallorce založil kolej, kde probíhala výuka misionářů, a třikrát odjel do Tunisu, kde kázal mezi muslimy křesťanství. Pokaždé byl násilím vyhnán, nicméně papeži nedoporučil křížovou výpravu, ale roku 1311 na koncilu ve Vienne prosadil, aby se na hlavních evropských univerzitách (Bologna, Paříž, Oxford a Salamanca) a při papežském dvoře zřídily stolice hebrejštiny, arabštiny a chaldejštiny, a stal se tak zakladatelem evropské orientalistiky. Roku 1313 se opět vydal do Alžíru, kde byl kamenován, ale nakonec zachráněn janovskými obchodníky, kteří ho odvezli domů. Zde následujícího roku zemřel ve věku 83 let.

## Dílo a význam

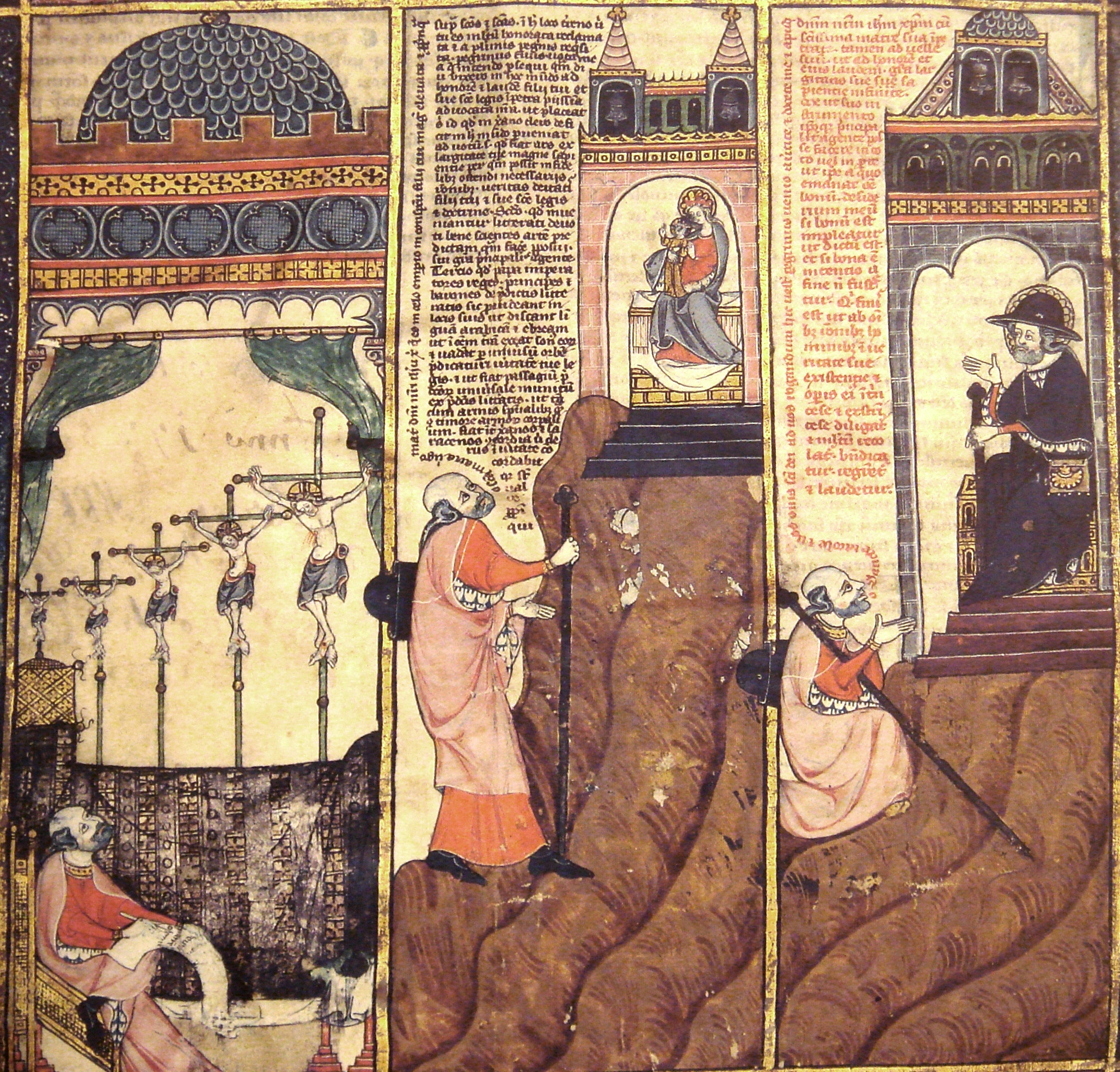
Život R. Lulla (rukopis ze 14. století)

Llull byl velmi plodný spisovatel, napsal přes 250 spisů od básní a novel až po díla o alchymii, botanice, astronomii, logice atd. Pro katalánskou kulturu je významné, že jeho novela Blanquerna je první literární dílo v katalánštině. Největší význam i vliv však měly jeho logické práce. Llull se domníval, že by k přesvědčování muslimů o pravdivosti křesťanství mohly sloužit mechanické pomůcky, na nichž by se tvořily správné sylogismy. Navrhl několik verzí tzv. Lullyho kruhu, většinou soustředných kruhů, které se daly otáčet kolem společné osy a na nichž byly po obvodě napsány různé pojmy a výroky. Otáčením kruhů se daly sestavit různé složené výroky. Llull tento princip založil na představě, že stačí pochopit a nastudovat omezené množství nepopiratelných pravd z oblastí poznání, aby z dané oblasti bylo možné pochopit vše.
Llull se zabýval také klasifikací věd a uveřejnil několik stromových schémat, která se také nazývají Porfyriův strom a snaží se podle Aristotela uspořádat různé vědy a vztahy mezi nimi. Teprve nedávno se dočkaly pozornosti také Llullovy spisy o volebních systémech, zajímavé i ze stochastického hlediska.
Alternativním klasifikačním systémem k Porfyriovu stromu bylo dílo Ars generalis ultima neboli Ars Magna z roku 1305. Pokusil se v něm předložit logicko-kombinatorický grafický systém pro klasifikaci veškerého poznání, nezávislý na jazyku, náboženství a kultuře. Jako klasifikační systém se koncept neprosadil, jedná se však o velmi významné dílo v oblasti logiky. Je to první pokus o využití formálních logických prostředků k vytváření znalostí. Demonstroval tak jednoduchým způsobem průběh lidského myšlení a jeho funkční napodobení. Položil tím také základy k myšlence vytvoření strojů s umělou inteligencí.
Po smrti se Llull těšil velké úctě, roku 1376 však papež některé jeho spisy zakázal jako nebezpečné spekulace. Llullovy spisy ovlivnily řadu významných myslitelů, například Mikuláše Kusánského, Giordana Bruna a jeho úvahy o univerzálním jazyce a o kombinacích pojmů zejména Leibnize. Leibniz je nazval ars combinatoria, odkud se odvozuje dnešní kombinatorika. V 19. století byl Llull v katolické církvi rehabilitován a roku 1858 prohlášen za blahoslaveného.

## Spisy (výběr)
- Kniha o příteli a miláčkovi
- Blanquerna
- Desconort (o nadřazenosti rozumu)
- Strom vědy
- Tractatus novus de astronomia (Nový traktát o astronomii)
- Ars Magna (Velké umění)
- Ars Brevis (Krátké umění)
- Llibre de meravelles (O podivuhodných věcech)
- Practica compendiosa
- Liber de Lumine (Kniha o světle)
- Ars Infusa (Vlité umění)
- Kniha výroků
- Liber Chaos (Kniha Chaos)
- Kniha sedmi planet
- Liber Proverbiorum (Kniha přísloví)
- Kniha o sedmi darech Ducha svatého
- Ars electionis (Umění voleb)
- Artificium electionis personarum (Jak volit osoby)
- Ars notatoria (Umění zaznamenávat)
- Introductoria Artis demonstrativae (Úvod do demonstrativního umění)
- Kniha o pohanovi a třech moudrých mužích
- Llibre de l'orde de cavalleria (Kniha rytířského řádu, 1270)

### České překlady
Kniha rytířského řádu, Praha 2022 (překlad z latiny)